# ホーム・アローン2
『ホーム・アローン2』（ホーム・アローン2、原題：Home Alone 2: Lost in New York）は、1992年に公開されたアメリカ合衆国のコメディ映画。1990年に公開された『ホーム・アローン』の続編である。監督はクリス・コロンバス。脚本と製作はジョン・ヒューズ。出演はマコーレー・カルキンなど。配給収入は日本国内で約25億円。

## あらすじ
前作から1年後のクリスマス休暇、シカゴ在住のマカリスター家は、親戚一同でフロリダ・マイアミ旅行に行くことになっていた。しかし、温暖なマイアミにはクリスマスツリーも雪もないため、ケビンはあまり楽しみに思っていなかった。
出発前夜、学校のクリスマス祭の舞台でケビンは長兄のバズにからかわれたことで喧嘩し、ステージを滅茶苦茶にしてしまう。彼はそれを家族に咎められ、再び一人だけ屋根裏部屋で寝る羽目になる。一方、ケビンの両親ピーターとケイトはビデオカメラの充電器を抜く際にコンセントタップごと抜いたため目覚まし時計をリセットしてしまう。同じ頃、前作でマカリスター家に侵入し捕まった泥棒二人組、ハリーとマーヴが刑務所を脱獄したという新聞記事が出ていた。
翌朝、再び家族全員が寝坊してしまい一家は大急ぎで空港に向かうが、前作とは異なりケビンは忘れられずに済む。しかし、空港のターミナルでケビンがカセットプレイヤーの電池を交換をしようと立ち止まり、家族とはぐれてしまう。更に、父と同じコートを着た男性を追ったことで飛行機を乗り間違え、一人だけニューヨークへ飛ぶことになる。両親がケビンがいなくなったことに気が付いたのは、マイアミに着いてからだった。すぐさま警察へ赴き、行方がわからないと事情を話す両親だが、ピーターのクレジットカードがケビンの手元にあることを思い出し、カードが使われると所在地が判明すると警察に進言されたため、すぐに盗難手続きを取る。ケビンは空港で電池が入った父親のカバンを受け取っていたが、そこには大量の現金、手帳、そしてクレジットカードも入っていたのである。ニューヨークにいるピーターの兄にも連絡を取るが、家の改装中で連絡は付かなかった。
居場所がニューヨークだと気づいたケビンはひとりで観光を始める。やがてセントラル・パークにたどり着くが、そこで鳩の大群を従えるホームレスの女性（鳩おばさん）と遭遇し、恐れから逃げ出してしまう。プラザホテルを見たケビンは前日、テレビのCMが放送されていたことを思い出す。父親を騙ってスイートルームの予約を取ったケビンは、窓口係を言葉巧みに騙しつつ父親のカードでチェックイン。その晩、ルームサービスでプラザホテルを満喫する。翌日リムジンで連れて行ってもらった巨大な玩具屋「ダンカンのおもちゃデパート」では、レジ係から経営者のダンカンがクリスマスの売り上げを小児病院にすべて寄付しているという話を聞き、ケビンは商品の代金に加えて寄付をする。それに感銘したレジ係はクリスマスツリーの飾りを一つプレゼントするといい、2ヶ1組になっているキジバトの飾りを手渡した。その飾りは、一つは自分の手元に、もう一つは大切な人に持たせて、永遠の友情を示すのだという。ところが、店の出口付近にある経営者の肖像画には、レジ係と瓜二つの人物が描かれていた。その頃、ホテルボーイのヘクターがケビンの使ったカードを精算処理に掛けた結果、盗難届が出ていることを知る。同時に、ケビンがプラザホテルにいることがマイアミの両親にも伝えられ、マカリスター家とその親戚はニューヨーク行きを決意する。
一方、ハリーとマーヴは魚のコンテナと共にフルトン魚市場からニューヨークに上陸しており、玩具屋から出てきたケビンと遭遇する。ケビンはなんとか難を逃れ、慌ててホテルに戻るも、そこではヘクターはじめホテル職員がケビンを待ち構えていた。宿泊した部屋のテレビで彼らを翻弄することでホテルから逃亡するが、再びハリーとマーヴに捕まり、そこで玩具屋襲撃の計画を聞かされる。更に逃げ出したケビンはピーターの手帳を頼りに叔父の家を訪ねるが、改装中で誰もいない。仕方なくセントラル・パークへ赴くと、鳩おばさんと再会する。ケビンの状況を知った彼女は彼をカーネギー・ホールの天井裏に連れて行き、オーケストラを聞きながら自分がホームレスとなった経緯を話すと、彼女はケビンに励ましの言葉をもらう。その頃、マカリスター家もプラザホテルにたどり着くが、息子が逃げたと知りケイトはホテルの従業員に激昂、ケイトは周囲の心配を気にせず、ケビンを探すため危険な夜のニューヨークを一人で行動することに決める。
鳩おばさんと別れたケビンは、当てもなく通りかかった小児病院の前で寄付と強盗計画の話を思い出し、強盗の阻止を決意する。彼は叔父の家にあった建築資材などで仕掛けを造り「準備」を整えた後、玩具屋で盗みにいそしむ2人の姿を写真に撮って証拠を確保し、ショーウィンドウに石を投げつけて警報装置を作動させ、彼らを叔父の家へおびき出す。2人はそこでケビンの仕掛けにはまり、またも満身創痍となる。ケビンは隙を見て警察を呼ぶが、セントラル・パークへ逃げ込んだところで2人に捕らえられる。それに気付いた鳩おばさんは鳩の大群に強盗を襲わせ、2人の行き場を失くす。彼らは警察に逮捕され、玩具屋強盗は解決を見る。
その頃、ケイトは街中で人に尋ねながらケビンを探していたが、一向に手がかりを得られず絶望していた。停まっていたパトカーの警官に捜索を懇願すると、「息子さんならどこに行きそうですか」と問われる。彼女は息子がクリスマスツリーが好きであることを思い出し、ロックフェラー・センターへ連れて行ってもらう。予想通り、ケビンはセンターの巨大なクリスマスツリーの前で一人たたずんでおり、再会を果たす。こうして、マカリスター家はプラザホテルでクリスマスイブを過ごすこととなった。
翌朝、クリスマスツリーの袂にはダンカンから贈られたプレゼントが大量に置かれていた。バズは大都会で一人行動したケビンの勇敢さを称え、兄弟で和解を宣言する。団欒の中、ケビンはセントラル・パークへ行き、鳩おばさんにキジバトの飾りの片方を手渡す。
物語終盤、ピーターはケビンがルームサービスで使った967ドルの請求書を見て驚愕し、ホテルの外まで聞こえるほどの大声で叫ぶ。それにケビンは大慌てするのだった。

## 登場人物

### 主要人物
ケビン・マカリスター
本作の主人公。マカリスター家の末っ子。
家族と揉め事を起こすのは相変わらずで、フロリダ旅行前夜にバズとトラブルを起こしたことで、前作同様に家族を嫌い一人になることを望む。なお前作で彼が泥棒コンビを撃退した事は家族全員からは知られていない。
家に置き去りとなった前作とは打って変わって、本作では空港での手違いから一人だけニューヨークへ行ってしまう。ニューヨークの名所を観光し、父親のカードを利用してプラザホテルへ泊まることに成功するなど豪遊しようとする。
前作での行動力と知恵の高さは健在で、言葉巧みに従業員を騙してホテルに宿泊し、正体が知られた際には従業員に捕まるのを策で逃れ、ハリーとマーヴを退治するために改装中で空き家になった親戚の家に仕掛けを設置して迎え撃つ。一方で、寂しがり屋な一面も健在であり、最後の最後でハリーとマーヴに捕まってしまう等の詰めの甘さも同様。
鳩おばさんに救助されたり、次の朝に雉鳩の飾りの片方をプレゼントした。終盤で967ドルのルームサービスの請求書を知ったピーターの怒鳴り声を聞いて慌ててホテルに戻る。
ハリー・ライム
前作でケビンに敗れた泥棒コンビの一人。マーヴと共に刑務所を脱獄し、ニューヨークへ逃げ延びる。
前作の罠によって、手にはマカリスター家のドアノブの焼印（高温で熱せられていた）の痕が残っている。また懐には脱獄のついでに盗んだ銃があり、終盤では引き抜いて使おうとした。
今作ではダンカンの玩具屋での強盗を目論む。強盗の実行前にケビンと再会して捕まえ、前作で痛い目に遭わされた事への報復をしようとしたが、信号待ちしていたファッションモデルの女性から顔面パンチされて、結局逃がしてしまい、更にケビンに強盗計画を知られた後は、本作でもケビンの罠にかかることとなる。
前作での出来事を根に持っているだけあって警戒しながら進むなど前作より用心深く行動はしたものの、最終的には敗れ前作以上に悲惨な目に遭った。
今回は改装の空き家に入る前にケビンに強盗証拠となるカメラと引き換えに報復を止めるという取引を持ちかけるシーンがある。
マーヴ・マーチャント
前作でケビンに敗れた泥棒コンビの一人。ハリーと共に刑務所を脱獄し、ニューヨークへ逃げ延びる。前作以上にドジで、ファッションモデルの女性に「美人だね、ちょっとオカマっぽいけど」と言って平手打ちされたり、ハリーと共に顔面パンチされたり、言わなくて良い事を口に出す癖があり、後先考えずにケビンの隣で強盗計画を話してしまった。
ハリーと共に本作でもケビンの罠にかかりることとなり、最後は呆気無く再逮捕された。
一応彼もハリーのように罠に警戒するシーンがあるものの、床の吹き抜けに気付かず転落したり溢れていた塗料で滑ってしまう等、ケビンに直接関係なく自ら痛い目に遭っているシーンが多い。
鳩おばさん
黒いコートを纏い、外見が怖い老女のホームレス。登場直後からケビンに怖がられ、中盤でケビンと会話を交わし、終盤で危機に陥ったケビンを助ける等、前作のマーリーに相当する人物。セントラル・パークの鳩だけが寄り添っている。本名はブレンダ・フリッカー。
実際は子供好きな心優しい女性で、最初は怖がって逃げていたケビンとも後に仲良くなる。
かつては家庭も仕事もあったが夫に逃げられてしまい、以降人と慣れ合うことが苦手となっていた。だが、ケビンとの出会いから自ら立ち向かうことの勇気を与えられる。終盤では立場が逆転して泥棒コンビに追い詰められていたケビンを助けた。翌日、ケビンと再会して友情の証であるキジバトの飾り物の片方を貰った。
E・F・ダンカン
ニューヨークでも有名な大規模玩具店「ダンカンのおもちゃデパート」の経営者。
店では身分を明かさず、自らレジに立つことがある。そこで買い物に来たケビンと出会い、彼の心の温かさを知って感動したことで、ツリーに飾っていた二羽のキジバトの飾り物をプレゼントする。
クリスマスには店の売上を全てボランティア団体に寄付することを習慣としている。泥棒コンビにその売り上げを奪われかけたがケビンの活躍によって阻止されたことで、お礼に大量のクリスマスプレゼントをマカリスター一家に贈った。

### マカリスター家
ピーター・マカリスター
ケビンの父親。フロリダのマイアミでケビンの行方不明に逸早く気づいた。
空港でケビンに財布などを入れた自身のカバンを預けており、これがケビンがニューヨークで豪遊するきっかけとなった。また、カバンに入っていたクレジットカードが使われた場合にケビンの行方が分かると警察に進言された事で、カードには紛失・盗難届を出した。
最後はバズからケビンがホテルのルームサービスで967ドルも一晩で使った事を知り、「ケビン!!967ドルもルームサービスを食ったのか!!!?」と怒鳴り声を上げる。
ケイト・マカリスター
ケビンの母親。
彼女特有のヒステリックさや行動力、ケビンへの愛情は健在であり、前作よりケビンに対し温厚に接するようになったが、バズとのトラブルの際は、前作と同様屋根裏で寝るよう命じた（ケビンも頑なに「上等だ」と返した）。
不審者が多いであろうニューヨークの夜間をケビンを探す為に単独行動する事を決意する事から男勝りな性格だと思われる。
ケビンの単独行動をしたバズの話を褒め、頬にキスをした。
バズ・マカリスター
マカリスター家の長兄。
冒頭でミーガンに対して「焼け焼け!焼いてシミだらけのドブスになれ!」と皮肉を言ったり、ブルックから罵倒されたり、相変わらずケビンをからかっており、旅行前夜の学校での合唱会でケビンに赤恥を掻かせ、その後も家族の前で謝る振りをしてケビンに挑発的な言葉を囁くなど対立した。
家族の写真で逆立ちしたケビンを抱いていた事から、ケビンに対して根は優しい性格だと思われる。
物語終盤では、ダンカンから沢山のプレゼントを届いた際、単独で行動したケビンを称賛し、ケイトから話を褒められキスをされて、「最初にケビンが開ける権利がある」と伝えた後にケビンにプレゼントを開けさせた。セドリックに噛んでいたガムを渡した際に、ホテルでのチップの取り扱い方法に関してセドリックから「いいご家族ですね」と皮肉を言われ、彼から請求書を渡された際は、「クリスマスだな、全く」と呟き、金額を見た途端、ピーターに「パパ、これ見て!?」と報告した。
ジェフ・マカリスター
マカリスター家の次男。
今回は、前作とは打って変わって台詞が少なく、ケビンを邪魔者扱いをしたり、罵倒する事は全くしなかったが、合唱祭でバズがケビンに悪戯を仕掛ける所を見て爆笑していた。前作より、声変わりしている。
物語終盤では、ダンカンから沢山のプレゼントを届いた際、バズの説明の後にケビンの単独行動を喜び、拍手を送った。
リニー・マカリスター
マカリスター家の長女。
今作では、ケビンに悪口を言う事は全くせず、ケビンとバズの会議を聞いていた時はバズの方を見ていたりもしており、物語終盤では、ダンカンから沢山のプレゼントを届いた際、バズの説明の後にケビンの単独行動を称賛して拍手を送った。前作に代わって演者が交代している。
ミーガン・マカリスター
マカリスター家の次女。
冒頭で「肌がボロボロになっても真っ黒に焼くわ！」とフロリダ行きを楽しみにしており、今作では、他の兄弟と同様、ケビンに意地悪をする事は全くしなかった。ケビンとバズの会議を聞いている時はピーターが彼女の肩に手を置かれていたり、家族写真ではピーターと腕を組んでいた。
物語終盤では、ダンカンから沢山のプレゼントを届いた際、バズの説明の後にケビンの単独行動を称賛して拍手を送った。
フランク・マカリスター
ピーターの兄で、ケビンの伯父。ケチで意地汚い性格は変わっておらず、ケビンから公然とタカリ屋呼ばわりされた。
シャワールームで一人で「クール・ジャーク」を熱唱している所をケビンに見られ激怒したが、この時にケビンが録音した歌声と怒鳴り声が、後にホテルでケビンを調べようとしたホテルマンを追い払う伏線となった。
コカ・コーラを飲んでいるフラーに「おいフラー!おねしょシーツしまっちまったんだから、あまり飲むな!」と注意して取り上げて飲んだり、学校の合唱祭を鑑賞中に居眠りをした際に妻のレスリーから起こされ、ケビンがソロで歌う所を指揮を執っていた他、バズの悪戯に怒ったケビンが起こした一騒動で合唱祭が台無しになった際は客席で一人爆笑していた。
旅行のための資金援助を使用しなかったにも関わらず、「俺の旅行を潰すつもりなのか?パパが大金を出したんだぞ!」と偉そうな態度を取ったため、ケビンから「しみったれ野郎（Mr. Cheapskate）」と罵倒された。
しかし、前作とは異なり終盤では、ホテルでクリスマスの朝を迎えた際に、ダンカンから大量のクリスマスプレゼントが届いたと同時に「良いぞケビン!あんたが大将だ!メリークリスマス!」と甥であるケビンの単独行動を称賛した。
レスリー・マカリスター
ピーターの兄嫁で、ケビンの伯母。合唱祭でケビンがソロで歌うのが始まる前に夫のフランクを起こしたり、「プレゼントの包装紙は来年使うから、取っておいて。リボンをよこしなさい。」と言う、夫に似て意地汚い性格となった。
トレイシー・マカリスター
フランク一家の長女。
ロッド・マカリスター
フランク一家の長男。マカリスター家の男子では、唯一合唱祭に参加しておらず、観覧していた。
ソンドラ・マカリスター
フランク一家の次女。
ブルック・マカリスター
フランク一家の三女。今作ではやや毒舌な性格になっており、冒頭でミーガンに皮肉を言ったバズに対して「自分が焼けないから悔しいんだ。クソバズ酷いもんね。」と罵倒した。
フラー・マカリスター
フランク一家の末っ子で、ケビンの従弟。冒頭でコカ・コーラを飲んでいた所をフランクから没収されて、飲まれてしまう。ジェフと共に合唱祭でバズがケビンに悪戯を仕掛ける所を爆笑したり、ケビンとバズの会議でケビンがピーターから屋根裏で寝かす事を知った際は「そう!僕とね。」と笑顔でコカ・コーラを飲んでいたり、ケビンがフランクを罵倒する発言をして部屋を途中退室する実況を驚いて見ていた。
空港でケビンに荷物を渡そうとした際にケビンが居ない事に気付き、「ケビンが居ない!」と報告した。
クリスマスの朝に「皆起きて!クリスマスだ!!」と全員を起こした。

### プラザホテル
ヘクター
プラザホテルの接客係。
一言多い性格ではあるが、頭がよくホテルマンとしては一流で、接客の腕もかなりのものである。また、公衆の面前でもチップを数えている部下のセドリックをよく注意している。笑顔がグリンチに似ている。
一人で宿泊するケビンを初対面の時から怪しんでおり、夜には彼の父親がいるかを確かめるべくルームサービスの名を借りて部屋に入ったが、機転をきかせたケビンによって追い返された。
その後、ケビンの留守中にクレジットカードを調べた結果、“盗難”（STOLEN）と出たことから、ホテルに戻って来たケビンを他の従業員と共に追い詰めようとするも、映画の音声を利用した撃退作戦に騙されて撤退した。ただし、この時にカードを調べたことが家族へケビンの居場所が判明するきっかけとなる。
ケビンに撃退されたりケビンを逃がしてしまったこと等、何かしらミスを起こしたら何かにつけて言い逃れすることが多い。ケイトとピーターに問い詰められた際にも言い訳をしたが、逆に子供に対していきなり手荒い真似をしたことに加え、子供を一人ニューヨークで迷子にしたことを咎められ、息子を一人で捜そうとするケイトに夜の街中は危険だと繰り返し忠告しようとしたところで憤慨した彼女から平手打ちを受ける。
セドリック
プラザホテルの荷物係、ベルボーイ。
公衆の面前でもチップを数えるのが癖で、上司のヘクターに注意される。
ケビンにチップを要求するが、現金ではなくガムを1枚渡されるだけだった。その後、チップに関してケビンにからかわれる。ラストシーン前ではバズに対してもチップを要求したが、今度は噛んだガムを渡されてしまった。
ストーン
プラザホテルのフロント係の女性。
ケビンの巧みな話術によって、一人の彼をホテルの最上の部屋へ宿泊させてしまう。
ケビンをカード詐欺の犯人だと捕まえようとするがエレベーターに逃げられてしまい、ヘクターとセドリックにぶつかってしまう。
クリフ
プラザホテルの警備員の老人。ケビンが見る暴力ビデオのジョニーが名乗り上げる尻軽男の名前と同じだったため、誤解され、「そんな、何かの間違いだ!」と驚愕した。
ドナルド・トランプ
公開当時のプラザホテルのオーナー。ホテルに訪れたケビンにロビーはどこかと聞かれて返答した。トランプはホテルの撮影許可の条件として自身の出演を要求したという。

### その他
ベネット巡査
マイアミの警官。ケビンが行方不明になり警察へ向かったケイトとピーターを対応した。2人がジョークを言っても笑わないタイプの真面目な男性。
ケビンがピーターの財布を所持していると聞き、「カード会社に連絡すればクレジットカードが使われた際に居場所がわかる」と発案するなど優秀。
タイムズスクエアの警官 (クレジット名：Cop in Times Square)
終盤、タイムズスクエア周辺でケビンを探索していたケイトが会った警官。パトロール中のところケビンの捜索助力を乞われ、一度は待機を促すが「あなただったら子供が行方不明になったら何もせず待ってますか?」とケイトに咎められ、自身も既婚者で子供がいてその場合はケイトと同じ行動をするだろうと返答するなど、善良な男性。
その後、ケビンはロックフェラーセンターにいるのではと思い当たったケイトをパトカーで現地まで送った。
ファッションモデル役 (クレジット名：Fashion Model)
ニューヨークでモデルをしている女性。かなりの美人だが男勝りで気が強く、序盤 街中でマーヴに口説かれるも平手打ちして一蹴する。
その後、ケビンがハリーとマーヴに捕まり、信号待ちをしていた際に、ケビンの機転で尻を触られ、偶然に再会したマーヴとハリーを痴漢と勘違いして拳で殴打し、結果的にケビンを救った。

## キャスト
| 役名                   | 俳優                           | 日本語吹き替え | 日本語吹き替え                        | 日本語吹き替え              | 日本語吹き替え |
| 役名                   | 俳優                           | ソフト版       | テレビ朝日版                          | フジテレビ版 （吹替補完版） |                |
| ---------------------- | ------------------------------ | -------------- | ------------------------------------- | --------------------------- | -------------- |
| ケビン・マカリスター   | マコーレー・カルキン           | 折笠愛         | 林勇                                  | 矢島晶子 （矢島晶子）       |                |
| ハリー                 | ジョー・ペシ                   | 青野武         | 樋浦勉                                | 青野武 （多田野曜平）       |                |
| マーヴ                 | ダニエル・スターン             | 安原義人       | 山寺宏一                              | 江原正士 （江原正士）       |                |
| ピーター（父親）       | ジョン・ハード                 | 富山敬         | 野島昭生                              | 有本欽隆 （菅生隆之）       |                |
| ケイト（母親）         | キャサリン・オハラ             | 武藤礼子       | 高島雅羅                              | 鈴木弘子 （鈴木弘子）       |                |
| バズ                   | デヴィン・ラトレイ             | 草尾毅         | 森川智之                              | 高木渉 （高木渉）           |                |
| フランクおじさん       | ゲリー・バンマン               | 有本欽隆       | 大木民夫                              | 富田耕生 （富田耕生）       |                |
| レスリーおばさん       | テリー・スネル                 | さとうあい     | 宮寺智子                              | 秋元千賀子                  |                |
| リニー                 | モーリーン・エリザベス・シェイ | 川田妙子       | 氷上恭子                              | 神代知衣                    |                |
| ミーガン               | ヒラリー・ウルフ               | 篠原恵美       | 池澤春菜                              | ならはしみき                |                |
| フラー                 | キーラン・カルキン             | 矢島晶子       | 鈴木真央                              | 雨蘭咲木子 （雨蘭咲木子）   |                |
| ジェフ                 | マイケル・C・マロンナ          | 真地勇志       | 鈴木琢磨                              | 伊倉一恵                    |                |
| トレイシー             | センタ・モージズ               | 伊藤美紀       | 中山真奈美                            | 水谷優子                    |                |
| ロッド                 | ジェディダイア・コーエン       | 難波圭一       | 岡野浩介                              | 沼田祐介                    |                |
| ソンドラ               | ダイアナ・キャンピーヌ         | 冬馬由美       | 桑島法子                              | 堀越真己                    |                |
| ブルック               | アンナ・スロットキー           | 遠藤みやこ     |                                       | 堀越真己                    |                |
| 鳩おばさん             | ブレンダ・フリッカー           | 此島愛子       | 来宮良子                              | 藤波京子                    |                |
| ヘクター               | ティム・カリー                 | 池田勝         | 玄田哲章                              | 小島敏彦                    |                |
| セドリック             | ロブ・シュナイダー             | 難波圭一       | 島田敏                                | 三ツ矢雄二                  |                |
| ストーン               | ダナ・アイヴィ                 | さとうあい     | 一柳みる                              | 京田尚子                    |                |
| クリフ                 | フレッド・クラウズ             | 滝雅也         | 清川元夢                              | 星野充昭                    |                |
| E・F・ダンカン         | エディ・ブラッケン             | 宮内幸平       | 中村正                                | 久米明                      |                |
| ベネット巡査           | ロッド・セル                   | 辻親八         | 石塚運昇                              | 秋元羊介                    |                |
| ジョニー               | ラルフ・フーディー             | 仁内建之       | 宝亀克寿                              | 亀井三郎                    |                |
| ビデオの女性           | クレア・ホーク                 |                | 加藤優子                              | 鈴鹿千春                    |                |
| テレビ番組の司会者     | ボブ・ユーバンクス             | 掛川裕彦       |                                       | 幹本雄之                    |                |
| ダンカンの店の客       | クリス・コロンバス             | 真地勇志       |                                       | 柳沢栄治                    |                |
| ニューヨーク空港の係員 | アリー・シーディ               | 篠原恵美       |                                       | 雨蘭咲木子                  |                |
| ホテルのオーナー       | ドナルド・トランプ             | 仁内建之       | 稲葉実                                | 星野充昭                    |                |
| ホテルのCMナレーション |                                | 真地勇志       | 中村秀利                              | 田原アルノ                  |                |
| 役不明又はその他       |                                | 喜田あゆ美     | 伊藤栄次 沢海陽子 中澤やよい 江川央生 |                             |                |

- ソフト版：1993年発売・ビデオ・オン・デマンドなど各種配信にも使用。
- テレビ朝日版：初回放送1996年4月14日『日曜洋画劇場』21:02-23:24
- フジテレビ版：初回放送1997年12月27日『ゴールデン洋画劇場』21:00-23:24 ※本編ノーカット放送
  - 2019年には権利元に再放送時のカット版音声（約93分）しか現存していなかったため、カットされた場面をほぼ同一キャストで新たに追加収録した「吹替補完版」がWOWOWプライムにて放送された[3][4]。

※日本語吹替は上記の他、ダニエル・スターンを小形満が吹き替えたものがある。

## スタッフ
- 監督：クリス・コロンバス
- 脚本：ジョン・ヒューズ
- 音楽：ジョン・ウィリアムズ
- 製作：ジョン・ヒューズ
- 製作総指揮：マーク・ラドクリフ、ダンカン・ヘンダーソン、リチャード・ベイン
- 撮影：ジュリオ・マカット

### 日本語版
| 吹き替え | ソフト版     | テレビ朝日版         | フジテレビ版         |
| -------- | ------------ | -------------------- | -------------------- |
| 演出     | 福永莞爾     | 福永莞爾             | 春日正伸             |
| 翻訳     | 平田勝茂     | たかしまちせこ       | 徐賀世子             |
| 調整     | 兼子芳博     | 山田太平             | 栗林秀年             |
| 効果     | N/A          | リレーション         | 山本洋平             |
| 制作     | テレビハウス | ムービーテレビジョン | ムービーテレビジョン |

## テレビ放映履歴
| 回数 | テレビ局   | 放送枠                | 放送日         | 放送時間     | 吹替版       | 視聴率 |
| ---- | ---------- | --------------------- | -------------- | ------------ | ------------ | ------ |
| 1    | テレビ朝日 | 日曜洋画劇場          | 1996年4月14日  | 21:02～23:24 | テレビ朝日版 | 22.3%  |
| 2    | フジテレビ | ゴールデン洋画劇場    | 1997年12月27日 | 21:00～23:24 | フジテレビ版 | 16.6%  |
| 3    | フジテレビ | ゴールデン洋画劇場    | 1999年7月24日  | 21:00～22:54 | フジテレビ版 | 15.9%  |
| 4    | テレビ朝日 | 日曜洋画劇場          | 2001年2月11日  | 21:00～22:54 | テレビ朝日版 | 14.9%  |
| 5    | フジテレビ | ゴールデンシアター    | 2002年3月2日   | 21:00～22:54 | フジテレビ版 | 15.9%  |
| 6    | テレビ東京 | 木曜洋画劇場          | 2006年12月14日 | 21:00～22:54 | フジテレビ版 | 11.8%  |
| 7    | 日本テレビ | 金曜ロードショー      | 2009年2月13日  | 21:03～22:54 | フジテレビ版 | 14.3%  |
| 8    | テレビ東京 | Xマスシネマスペシャル | 2010年12月23日 | 19:58～21:48 | フジテレビ版 | 7.0%   |
| 9    | TBS        | 水曜プレミアシネマ    | 2012年12月19日 | 21:00～22:54 | テレビ朝日版 | 7.4%   |
| 10   | テレビ東京 | 午後のロードショー    | 2016年8月29日  | 13:50～15:55 | フジテレビ版 | 3.3%   |
| 11   | 日本テレビ | 金曜ロードSHOW!       | 2018年12月21日 | 21:00～22:54 | フジテレビ版 | 9.2%   |
| 12   | 日本テレビ | 金曜ロードショー      | 2022年12月23日 | 21:00～22:59 | フジテレビ版 | 8.1%   |
| 13   | 日本テレビ | 金曜ロードショー      | 2024年12月20日 | 21:00～22:54 | フジテレビ版 | 7.5%   |

## 製作
1991年2月、ジョン・ヒューズが20世紀フォックスと6つの映画を製作する契約に署名したと報道され、そのプロジェクトの中に『ホーム・アローン』の続編があったことで本作が製作された。脚本は1991年2月までに執筆された。前作より上映時間が長く、ニューヨークロケをふんだんに取り入れた結果、制作予算は前作の1800万ドルを上回る2800万ドルとなった。
1991年5月には、マコーレー・カルキンが続投することに決定。前作のヒットにより人気子役となっていたカルキンは、出演料が450万ドルに加えて本作の売上げ総額の5％を支払われることとなった。カルキン以外のキャストも、数人を除いてこの後すぐに続投が決定した。
主要撮影は、1991年12月9日から1992年5月1日まで行われた。

### ドナルド・トランプ
ケビンがプラザホテルでロビーの場所を尋ねる場面で、ドナルド・トランプがカメオ出演している。
監督のクリス・コロンバスによると、スタジオセットでの再現が困難なプラザホテルのロビーを（他のロケ地同様に）撮影料さえ支払えば可能と聞いたため実際のホテル内で撮影することにしたが、撮影料を支払った後に当時オーナーだったトランプは「君らがプラザを使う唯一の方法は、私が映画に出演することだ」と自身の出演も撮影条件に提示したため、やむを得ず出演させることにしたという。この出演を強引でいじめのようだと感じたコロンバスは撮影後に該当場面の削除を計画していたが、試写会でトランプが登場すると観客が歓声を上げたことから「トランプは生かそう。映画は観客のための時間だ」と編集スタッフに伝え、その場面は残ることになった。
トランプ自身は2019年に、「私は今よりもちょっとだけ若かった、控えめに言うと」「知っての通り、映画は大ヒットになった。今までで一番大当たりしたクリスマス映画の一つだ」「そういった映画に関わったことは光栄なことだ」と述べている。
トランプがアメリカ合衆国大統領に就任してからは同場面に賛否両論があり、SNSを筆頭にシーンの削除や編集でジョー・バイデンなど別人物に置き換えることを求める声が上がっている。マコーレー・カルキンはシーン削除に関して、Twitterにて賛同のツイートをしている一方で、カナダのテレビ局での放送時に枠の都合から実際に出演場面が削除された際は物議を醸し、ドナルド・トランプ・ジュニアやトランプ本人がコメントする事態となっている。
2023年、トランプは自身のSNSでコロンバスの発言に言及し「これほど真実からかけ離れた話はない」と強引に出演を迫ったことを否定。「コロンバス氏や映画の制作チームが私にカメオ出演を懇願していた」としているほか「あのカメオ出演は映画の成功に貢献した。もし彼らが私を望んでいなかったのなら、なぜ私を出演させ、30年以上もそこに留めたのか？ なぜなら、私が映画にとって素晴らしい存在だったし、今もそうだから。それが理由だ！」と発言している。

### ケイト・ハドソン
当時、13歳だったケイト・ハドソンが出演したことでも知られる。

## ゲーム版
アメリカでNintendo Entertainment System（海外版ファミリーコンピュータ）、Super Nintendo Entertainment System（同スーパーファミコン）、メガドライブ、ゲームボーイ、MS-DOS用ソフトとしてゲーム化された（en:Home Alone 2: Lost in New York (video game)）。種類はアクションゲーム。なお、日本ではいずれも未発売。

## Blu-ray/DVD
ウォルト・ディズニー・ジャパンよりBlu-ray DiscとDVDが発売。
- Blu-ray
  - ホーム・アローン ブルーレイコレクション＜2枚組＞　品番：FXXZ-8504　発売日：2016年11月25日
  - ホーム・アローン2　品番：FXXJC-1989　発売日：2016年12月2日

- DVD
  - ホーム・アローン2　品番：FXBNG-1989　発売日：2012年12月19日